# Drangatindur
Drangatindur är en bergstopp i republiken Island. Den ligger i regionen Västfjordarna, 200 km norr om huvudstaden Reykjavík. Toppen på Drangatindur är 538 meter över havet.
Trakten runt Drangatindur är nära nog obefolkad, med mindre än två invånare per kvadratkilometer. Närmaste större samhälle är Þingeyri, omkring 14 kilometer nordväst om Drangatindur. Trakten runt Drangatindur består i huvudsak av gräsmarker.